# Jean Margueritte
Jean Margueritte, francoski general, * 1823, † 1870.
1. ↑  data.bnf.fr: platforma za odprte podatke — 2011.